# Kamienica Januszowiczowska w Krakowie
Kamienica Januszewiczowska – zabytkowa kamienica znajdująca się w Krakowie, w dzielnicy I przy Rynku Głównym 40, na Starym Mieście.
22 lutego 1968 kamienica została wpisana do rejestru zabytków. Znajduje się także w gminnej ewidencji zabytków.